# San Juan del Río (Querétaro)
San Juan del Río is een stad in de Mexicaanse deelstaat Querétaro. San Juan del Río heeft 120.984 inwoners (census 2005) en is de hoofdplaats van de gemeente San Juan del Río.
San Juan del Río werd gesticht in 1531 door Fernando de Tapia, een stamhoofd van de Otomí die zich tot het christendom had bekeerd en de Spaanse conquistadores steunde op hun veroveringstochten. De stad werd genoemd naar Johannes de Doper en was een van de eerste koloniale steden buiten het Dal van Mexico.